# Meliponini
Meliponini (безжалые пчёлы, мелипонины) — триба настоящих пчёл, производящих мёд и отличающаяся тем, что они защищаются не жалом, а жвалами. Известно около 500 видов. Мелипонины характерны тем, что не используют жало при защите. Хотя жало у них сохранилось, но в сильно редуцированном виде. Обычное их название (англ. Stingless bees) иногда применяют и ко многим другим пчёлам, например, из семейства Andrenidae, и ко всем мелким и слабо жалящим видам пчёл.

## Описание
Это одна из самых известных и полезных групп пчёл, производящих мёд, как и обычные медоносные пчёлы и шмели. Мелипоны (некоторые виды рода Melipona) культивировались племенами майя, которые поклонялись им. О крупных масштабах производства мёда и воска племенами майя говорит такой исторический факт. В 1549 году индейцы выплатили испанским конкистадорам в виде дани 3 тонны меда и удивительные 277 тонн воска церумы (известного как «cera de Campeche»), которые были экспортированы из американского Юкатана в Испанию. Для непаразитических безжальных пчёл Meliponini характерно наличие корзиночки на задних ногах самок для сбора пыльцы.
Мелипонины (известные также как англ. Stingless bees, или Безжалые пчёлы) характерны тем, что не используют жало при защите. Хотя жало у них сохранилось, но в сильно редуцированном виде. Для обороны гнёзд эти пчёлы используют укусы верхними челюстями (мандибулы) или выделение отпугивающих жидкостей. Обычное их название (англ. Stingless bees) иногда применяют и ко многим другим пчёлам, например, из семейства Andrenidae, и ко всем мелким и слабо жалящим видам пчёл.
Вид Trigona hypogea для выкармливания личинок использует падаль позвоночных.
В Таиланде отмечено явление лакрифагии у безжальных пчёл Lisotrigona cacciae, Lisotrigona furva и Pariotrigona klossi, которые пьют слезы из глаз людей, собак и зебу.
Виды Lestrimelitta (Неотропика) и Liotrigona (Cleptotrigona) (Афротропика) являются пчёлами-грабителями (клептобиотиками) и совершают массовые набеги на другие колонии мелипонин, во время которых они крадут ресурсы, чтобы принести их в своё родное гнездо. Виды Trichotrigona также являются пчёлами-грабителями, но они совершают одиночные набеги на своих хозяев. Наконец, существует небольшая группа пчёл-падальщиков (некрофагов) из рода Trigona (из подрода Necrotrigona), виды которых собирают ткани с трупов позвоночных и хранят их в ячейках внутри гнезда.

## Распространение
Распространены всесветно в тропиках и субтропиках: Австралия, Африка, Юго-восточная Азия, Мексика, Бразилия и др. регионы Америки. Представители рода Geotrigona встречаются до высоты в 4,000 метров в Андах Боливии (вид Geotrigona tellurica Camargo & Moure).

## Систематика
Триба Meliponini включает около 50 родов и 500 видов, в том числе роды бывшей трибы Trigonini. Иногда придают статус подсемейства Meliponinae.
Триба Meliponini наиболее тесно связано с вымершей трибой Melikertini, известным только из эоценовых янтарных отложений Европы и Азии. Ближайший родственник клады Melikertini + Meliponini остаётся несколько спорным, хотя некоторые авторы сближают их с Apini.
- Apotrigona Moure, 1961
- Austroplebeia Moure, 1961
- Axestotrigona Moure, 1961
- Camargoia Moure, 1989
- Cephalotrigona Schwarz, 1940
- Cleptotrigona Moure, 1961
- Dactylurina Cockerell, 1934
- Duckeola Moure, 1944
- Friesella Moure, 1946
- Frieseomelitta Ihering, 1912
- Geniotrigona Moure, 1961
- Geotrigona Moure, 1943
- Heterotrigona Schwarz, 1939
- Homotrigona Moure, 1961
- Hypotrigona Cockerell, 1934
- Lepidotrigona Schwarz, 1939
- Lestrimelitta Friese, 1903
- Leurotrigona Moure, 1950
- Liotrigona Moure, 1961
- Lisotrigona Moure, 1961
- Lophotrigona Moure, 1961
- Meliplebeia Moure, 1961
- Melipona Illiger, 1806
- Meliponula Cockerell, 1934
- Meliwillea Roubik, Segura, & Camargo, 1997
- Mourella Schwarz, 1946
- Nannotrigona Cockerell, 1922
- Nogueirapis Moure, 1953
- Odontotrigona Moure, 1961
- Oxytrigona Cockerell, 1917
- Papuatrigona Michener & Sakagami, 1990
- Paratrigona Schwarz, 1938
- Paratrigonoides Camargo & Roubik, 2005
- Pariotrigona Moure, 1961
- Partamona Schwarz, 1939
- Platytrigona Moure, 1961
- Plebeia Schwarz, 1938
- Plebeiella Moure, 1961
- Plebeina Moure, 1961
- Ptilotrigona Moure, 1951
- Scaptotrigona Moure, 1942
- Scaura Schwarz, 1938
- Schwarziana Moure, 1943
- Schwarzula Moure, 1946
- Sundatrigona Inoue & Sakagami, 1993
- Tetragona Lepeletier & Audinet-Serville, 1828
- Tetragonilla Moure, 1961
- Tetragonisca Moure, 1946
- Tetragonula Moure, 1961
- Tetrigona Moure, 1961
- Trichotrigona Camargo & Moure, 1983
- Trigona Jurine, 1807
- Trigonisca Moure, 1950
- Wallacetrigona Engel and Rasmussen, 2017[17]

## Безжалые пчёлы, производящие мёд
- Austroplebeia spp.
- Trigona spp.
  - T. carbonaria
  - T. hockingsii
  - T. iridipennis
- Melipona spp.
  - M. beecheii
  - M. costaricensis
  - M. yucatanica
  - M. panamica
  - M. fasciata
  - M. marginata
  - M. compressipes
  - M. fuliginosa